# Run–D.M.C.

Logo

Run–D.M.C. var en banbrytande hiphop/house/rapcore-grupp från Queens i New York, bildad 1981. Gruppen bestod av Joseph "Run" Simmons, Darryl "D.M.C." McDaniels och den nu avlidne Jason "Jam-Master Jay" Mizell. Gruppen hade ett enormt inflytande på hiphopens utveckling under 1980-talet och var ansvariga för att ha gjort hiphopen mainstream, och Run–D.M.C. blev den första hiphop-akten som blev spelad på MTV . Gruppen använde sig gärna av heavy metal-samplingar och fick 1986 en jättehit med Aerosmith-covern "Walk This Way". Efter att Jam Master Jay blivit skjuten till döds i en inspelningsstudio i Queens 2002, avslutades bandets karriär, och de andra två medlemmarna valde solokarriärer och jobb som programledare i TV.
2009 valdes Run–D.M.C. in i Rock and Roll Hall of Fame.

## Historia
Run–D.M.C.:s karriär började när "Runs" bror, hiphop-managern Russell "Rush" Simmons och hans bolag Rush Productions, plockade in Run som DJ bakom broderns första band Kurtis Blow. Run berättade om scenupplevelsen för sin kompis Darryl McDaniels och de gick på olika college men hade behållit kontakten. De började göra musik tillsammans och tog snart in Jam Master Jay som bandets tredje medlem. 1983 släpptes bandets första singel "It's Like That" efter att gruppen skrivit kontrakt med Profile Records. Låten lät inte som något annat vid den tiden, den var rättfram med sina hårda distinkta beat. Runs och D.M.C.:s sätt att framföra den kraftfulla och djärva texten genom att avsluta varandras meningar blev stilbildande. "It's Like That" gick upp på R&B Topp-20-listan, likaså gruppens andrasingel "Hard Times". Ytterligare två singlar kom ut innan gruppens självbetitlade debutalbum släpptes 1984. Debutalbumet blev det första hiphopalbumet som sålde guld.

## Diskografi

### Studioalbum
- 1984 – Run–D.M.C.
- 1985 – King of Rock
- 1986 – Raising Hell
- 1988 – Tougher Than Leather
- 1990 – Back From Hell
- 1993 – Down With the King
- 2001 – Crown Royal

### Livealbum
- 2007 – Live at Montreux 2001

### Samlingsalbum
- 1991 – Together Forever: Greatest Hits 1983–1991
- 2002 – Greatest Hits
- 2003 – Ultimate Run–D.M.C.

### Singlar
- 1983 – "It's Like That"
- 1984 – "Hard Times"
- 1984 – "30 Days"
- 1984 – "Hollis Crew (Krush Groove 2)"
- 1985 – "King of Rock"
- 1985 – "You Talk Too Much"
- 1985 – "Can You Rock It Like This"
- 1985 – "Jam-Master Jammin'"
- 1986 – "My Adidas"
- 1986 – "Walk This Way"
- 1986 – "You Be Illin'"
- 1987 – "It's Tricky"
- 1988 – "Run's House"
- 1988 – "Mary, Mary"
- 1988 – "I'm Not Going Out Like That"
- 1989 – "Pause"
- 1990 – "What's It All About"
- 1991 – "Faces"
- 1993 – "Down with the King" (feat. Pete Rock & C.L. Smooth)
- 1993 – "Ooh, Whatcha Gonna Do"
- 1999 – "Christmas in Hollis"
- 2001 – "Rock Show" (feat. Stephan Jenkins)